# HD 37303
HD 37303，又名BD-06 1262，SAO 132375、HR 1918，是一颗恒星，视星等为6.05，位于銀經209.79，銀緯-19.15，其B1900.0坐标为赤經5h 32m 33.8s，赤緯-5° -19.15′ 56″。